# Jeong Myeong-hui
Jeong Myeong-hui (정명희?; 16 maggio 1964) è un'ex cestista sudcoreana.

## Carriera
Con la Corea del Sud ha disputato le Olimpiadi del 1984, segnando 8 punti in 2 partite.